# ایودرا (کانزاس)
ایودرا (به انگلیسی: Eudora) شهری در ایالت کانزاس کشور ایالات متحده آمریکا است که جمعیت آن در سرشماری سال ۲۰۱۰ میلادی، ۶٬۱۳۶ نفر بوده‌است.